# Usslacht (Adelsgeschlecht)
Usslacht, auch Uslacht und Uschlacht (wohl auch Uschlag, Uslach, Uzlaht, Uslait, Uslayth) ist der Name eines vom 13. bis in die ersten Jahre des 15. Jahrhunderts bekundeten nordhessischen Adelsgeschlechts. Urkundlich ist es lediglich durch gelegentliche Erwähnungen einzelner Familienmitglieder fassbar. Es ist nicht zu verwechseln mit dem Goslarer Ratsgeschlecht derer von Uslar oder dem niedersächsischen Uradelsgeschlecht der Freiherren von Uslar-Gleichen.

## Stammsitz
Stammsitz der Familie war vermutlich das Dorf Uschlag etwa 7 km östlich von Kassel, heute Ortsteil der Gemeinde Staufenberg im südniedersächsischen Landkreis Göttingen. Sie hatte jedoch auch wichtigen Besitz bei Zierenberg und in der Umgebung der Burg Malsburg.

## Geschichte
Die erste urkundliche Erwähnung ist wohl die aus dem Jahre 1242, als der Konvent des Klosters Berich bekundete, Ludwig von Uslacht und seine Tochter Lutgardt hätten dem Konvent zwei Drittel ihrer Hufen in Altenstädt übereignet und der Konvent habe das übrige Drittel für 6 Talente von Isentrud von Uslacht gekauft.
1243 erscheint ein Ritter Heinrich von Uslar als Zeuge in einer Urkunde des Klosters Aulisberg; er wird 1252 bereits als Heinricus de Uslait und 1265 als Heinricus de Uslach bezeichnet.
Ein weiterer Heinrich von Uschlacht schenkte im Jahre 1295 dem Kloster Hasungen den Zehnten zu Rohkotzen.
Als nächster des Geschlechts tritt der im Raum Zierenberg und Grebenstein begüterte Ritter Tyle/Tile/Diele von Usslacht auf – auch als Thilo von Uschlacht und Dieterich von Uslacht. Im Februar 1356 benannte ihn Landgraf Heinrich II. von Hessen als eines der beiden hessischen Mitglieder eines mainzisch-hessischen Schiedsgerichts. Im Februar 1364 verpfändeten er und sein Bruder Heinrich ihr Haus in Grebenstein mit ihrem Garten vor der Stadt an Johann von Haldessen. Im Mai 1365 wird Diele von Usslacht als Teilnehmer an einem Raubzug landgräflicher Leute gegen Unrode (zwischen Fritzlar und Obermöllrich) erwähnt, wobei die dortige Warte der mainzischen Stadt Fritzlar niedergebrochen, des Erzbischofs Halsgerichtsstatt, Galgen und Richträder zerstört und Felder geplündert und verwüstet wurden.
In den Jahren von 1357 bis 1367 vermachten Mitglieder der Familie zu ihrem Seelenheil eine Rente und zahlreiche Grundstücke, insbesondere Gärten, in dem später wüst gefallenen Dorf Rohrbach bei Zierenberg dem Kloster Hasungen, und 1376 überwies Heinrich von Uslacht ihm in diesem Dorf zustehende Fruchtzinsen an das Kloster.
Der urkundlich am besten bezeugte und wohl auch prominenteste Angehörige des Geschlechts war der im letzten Quartal des 14. Jahrhunderts auftretende und als Landrichter fungierende Heinrich. Im Jahre 1377 verpfändete er seinen gesamten Besitz in dem damaligen Kirchdorf Rangen bei Zierenberg an Hermann von der Malsburg; das Pfand wurde offenkundig nicht mehr eingelöst und der kleine Ort blieb im Besitz derer von der Malsburg. Am 14. September 1386 bekundeten Heinrich von Usslacht und Gerlach von Lynne, dass sie zu einem Seelgerät des verstorbenen Otto von Wichdorf eine Getreidegült aus ihrem Hof und Eigengut zu Heckershausen an zwei Schwestern von Schachten, Klosterjungfrauen in Ahnaberg und nach deren Tode an den Konvent verschrieben hätten. Derselbe Heinrich von Uslacht war im März 1390 einer der beiden Zeugen, die dem hessischen Landgrafen Hermann II. über eine Verschwörung Kasseler Bürger berichteten, was eine Anzahl von Hinrichtungen zur Folge hatte. Im September 1391, oder erst 1394/95 wird Heinrich von Usslacht als Mitglied der Ritter-Gesellschaft von der Sichel genannt. Im September 1396 war Heinrich von Usslacht einer der drei Unterhändler des Landgrafen Hermann, die mit Hans und Hermann von Wintzigerode die Übergabe der Burg Allerburg an den Landgrafen aushandelten. Am 28. Januar 1397 war der Landrichter Heinrich von Usslacht Vertragspartner in einem Wittumsvertrag, am 15. Dezember 1398 wird er als „Landrichter des Friedens“ bezeichnet, und am 16. April 1401 urteilte er gemeinsam mit weiteren Landrichtern von Hessen und Braunschweig in einer Pilgerberaubung. Sowohl 1400 als auch 1402 nahm Henrich von Uschlacht mit anderen hessischen Rittern an Fehdezügen gegen das mainzische Fritzlar teil. Die letzte bisher bekannte urkundliche Nachricht zu ihm stammt vom 27. Juni 1402.
Die am 14. August 1421 in einem Regest des Landgrafen Ludwig I. von Hessen erwähnte Witwe Kunne von Ußlacht, die als Wittum den kleinen und großen Zehnten zu Rengshausen innehatte, dürfte die Witwe des Landrichters Heinrich sein; mit ihr werden die von Usslacht zum letzten Mal erwähnt.